# Paul Warhurst
Paul Warhurst (ur. 26 września 1969 w Stockport) – angielski piłkarz, który występował na pozycji obrońcy lub pomocnika.